# 辻村和也
辻村 和也は日本の映画・コンテンツプロデューサー。

## 経歴
京都府京都市生まれ。大阪芸術大学芸術学部映像学科を卒業。その後、京都造形芸術大学芸術学部情報デザイン科卒業。映像配信サービスのコンテンツ制作を中心に、映画、ドラマ、バラエティ等の企画及びプロデュースを行う。

## フィルモグラフィー

### 長編映画
- カフーを待ちわびて（2009年）原作:原田マハ／監督:中井庸友【アソシエイト・プロデューサー】
- 裏切りの街[1]（2016年）原作、脚本、監督:三浦大輔【プロデューサー】
- 望郷[2]（2017年）原作:湊かなえ／監督:菊地健雄【プロデューサー】

### 短編映画
- FAKE（2014年）監督:萩原健太郎【プロデューサー】
- 半分ノ世界[3]（2014年）監督:斎藤工【プロデューサー】

- ブーケなんていらない!（2015年）監督:アベラヒデノブ【プロデューサー】

### テレビドラマ
- 彼氏をローンで買いました[4]（2018年、FOD／フジテレビ）【プロデューサー】
- Love or Not 2（2018年、FOD／フジテレビ）【プロデューサー】
- キスでふさいで、バレないで。（2025年、読売テレビ）【プロデューサー】

### 配信ドラマ
- dビデオスペシャル 仮面ライダー4号（2015年）

### バラエティ
- バッドナイスのドッキリ★レシピ[5]（2017年、静岡朝日テレビ）【プロデューサー】
- サンドウィッチマンのぶらり即席コントの旅[6]（2017年、東北放送／テレビ神奈川ほか）【プロデューサー】

## 受賞
【半分ノ世界】
- セルビア日本交換映画祭 -Japanese-Serbian Film Exchenge-「アイデンティティ賞」受賞
- 2015年国際エミー賞デジタル部門「デジタル・プログラム：フィクション」ノミネート[7]